# Eurata
Eurata é um gênero de traça pertencente à família Arctiidae.